# 1926年卡爾斯地震
1926年卡爾斯地震是1926年10月22日晚上9點59分（當地時間）發生在土耳其與蘇聯（亞美尼亞蘇維埃社會主義共和國）邊界的地震，震级为Ms 6.0级，最大烈度為IX（9）度。亞美尼亞列寧納坎（今久姆里）與周邊城鎮的許多房屋倒塌或嚴重損毀。蘇聯地質學家彼得·列別捷夫於隔年發表調查報告，其中指出地震發生時葉里溫、提比里斯、巴統與甚至索契等地都能感受到震動，亞美尼亞共有300人在地震中喪生，另有約300人重傷。